# ウォーレン郡 (ニュージャージー州)
ウォーレン郡（英: Warren County）は、アメリカ合衆国ニュージャージー州の北西部にある郡。人口は10万9632人（2020年）。マンハッタンの西80㎞に位置している。郡庁所在地はベルビディア町（人口2,681人）であり、同郡で人口最大の都市はフィリップスバーグ町（人口1万4950人）である。
ウォーレン郡は1824年11月20日にニュージャージー州の法により、サセックス郡から分離して法人化された。その創設時は、グリニッジ、インディペンデンス、ノールトン、マンスフィールド、オックスフォード、パハクエリー（現在は廃止）の各タウンシップで構成されていた。
ウォーレン郡はペンシルベニア州に跨るアレンタウン・ベスレヘム・イーストン都市圏に属し、通常リーハイ・バレーの東縁にあると見なされている。

## 歴史

### パレオ・インディアンとその後のインディアン
紀元前13000年頃にウィスコンシン氷河が融けた後で、この地域は緩りと暖かくなった。最初はツンドラであり、後にはタイガ、北方林が育っていった。氷河が融けたので、郡北部には水がどこにでもあった。水は緩り流れ、草が育った。グレートメドウズに大きな湖があった。まだ気候は寒く針葉樹林と草原が育った。マストドンなど大型動物が入ってくるようになった。こうした時期にパレオ・インディアンがこの地域に入って来た。動物や食用にできる植物を探して小集団で移動している狩猟採集民だった。骨、碧玉、あるいは黒チャートで槍先を作っていた。水がある場所の近くに住み、大型動物が少なくなると移っていった。その宿営地は現在の表土の下深くにあるので、見つけるのは難しい。
インディアンもこの地域に入ってきたが、その時期は不明である。最終的にアルゴンキン語族であるレナペ族の先祖が、おそらくは西暦1000年頃には入って来ていた。この頃には粘土製土器や弓矢が発明されていた。やはりこの頃に農業が始められ、トウモロコシ、豆、カボチャなどを育てた。家族集団による定着が安定し、食料を保存し、弓矢で多くの動物を仕留めた。農作物が育つ場所では人口密度が上がった。レナペ族は春と夏に楕円形の庭園の世話をするようになった。浅い川では網あるいは手掴みで魚を獲った。落とし穴や輪罠で動物を捕えた。
17世紀初期に、北アメリカに小さな氷河期が訪れて困難さが増した。5月や6月に遅霜があり、8月や9月でも霜が降りて作物の栽培が困難になった。冷涼な気候で動物を見つけるのも難しくなった。オーク、ヒッコリー、ブナ、クルミ、クリの実も食料の足しにはならなかった。これらの要因に、ヨーロッパ人と接触して疫病が流行ったことが加わり、インディアンの人口は激減した。

### 17世紀から19世紀の開拓
17世紀初期にオランダがハドソン川バレーの入植を始めた後、開拓者は西ジャージーに小さな町（交易基地）を設立した。オランダ人とインディアンの間には土地の利用法の考え方に違いがあり、文化も大きく異なったために、誤解が増え、敵対意識が増した。17世紀の半ばには特にレナペ族との間に3度の戦争があった。この紛争のために、ヨーロッパ列強もニュージャージーの内陸に入ってこなかった。1600年代半ばにイングランドはニューネーデルラントと呼ばれたオランダ領の支配権を奪っていた。イギリスとインディアンの関係は暫く改善されたが、次第に悪くなっていった。
現在フィリップスバーグがある地域では、17世紀後半にヨーロッパ人による開拓が始まった。フィラデルフィアの測量士がデラウェア川沿いに北上して土地を調査した。植民地人がインディアンから土地を購入した後は、フィラデルフィアの開拓者が現在のウォーレン郡に移動してきた。インディアンが免疫を持たない疫病が流行ったときにはその人口が減少した。ヨーロッパ人には経験済みの疫病だったが、北アメリカでは初めてだった。インディアンの多くは、17世紀が最盛期だった小氷河期のために飢えていた。重要なトウモロコシ、豆、カボチャなどが育たなかった。大小の動物も数が減った。川は早く凍り、釣りができなかった。インディアンの人口が減ると、多くの土地をヨーロッパ人による開拓に使えるようになった。
1700年代終盤から1800年代初期、フィリップスバーグ、ハケッツタウン、ベルビディア、ワシントンの町が小さな村として出現し、サセックス郡より下流の基盤として機能した。1824年、ウォーレン郡が設立され、ベルビディアが郡庁所在地に指定された。

## 地質と地理
アメリカ合衆国国勢調査局に拠れば、郡域全面積は362.86平方マイル (939.8 km2)であり、このうち陸地356.92平方マイル (924.4 km2)、水域は5.94平方マイル (15.4 km2)で水域率は1.64%である。ウォーレン郡は山がちであり、キッタティニー山地が郡西部の背骨になっている。アラマチー山とジェニージャンプ山がニューヨーク・ニュージャージー高原に属し、レディング・プロングとも呼ばれている。
約4億5000万年前、アーチ状の火山島の連なりが原始北アメリカ大陸と衝突した。火山列島が北アメリカプレートの上に乗り上げ、島の岩からハイランズが形成され、グレートアパラチアン・バレーができた。このハイランズがアラマチー山とジェニージャンプ山である。こうしてウォーレン郡の大地が生まれた。
約4億年前、長く薄く小さな大陸が北アメリカ大陸と衝突した。これによってキッタティニー山地が形成され、土地の圧縮がおこった。マーティンズバーグ頁岩の上にあった浅い海に積層していた珪岩が、圧力と熱のために屈曲し断層ができた。珪岩が持ち上げられ、キッタティニー山地が生まれた。
アフリカプレートが北アメリカプレートと衝突したのが最後の衝突だった。これがアパラチア山脈形成の最終段階だった。その後アフリカプレートは北アメリカから離れて行った。
紀元前21000年頃から同13000年頃に、郡北部はウィスコンシン氷河に覆われていた。この氷河はキッタティニー山地の上を覆い、郡北部の地形を造りだした。ベルビディアの北からグレートメドウズの南、ハケッツタウンの北、バッド湖の北まで名残のモレーンが走っている。ブレアーズタウン・タウンシップ、ホープ・タウンシップ、インディペンデンス・タウンシップの半分、ホワイト・タウンシップの一部、およびアラマチー・タウンシップの全部は氷河に覆われていた。氷河が融けるとグレートメドウズに湖ができた。この湖から緩りと流れ出た水が有機物で埋められた大きく平らな地域を造った。

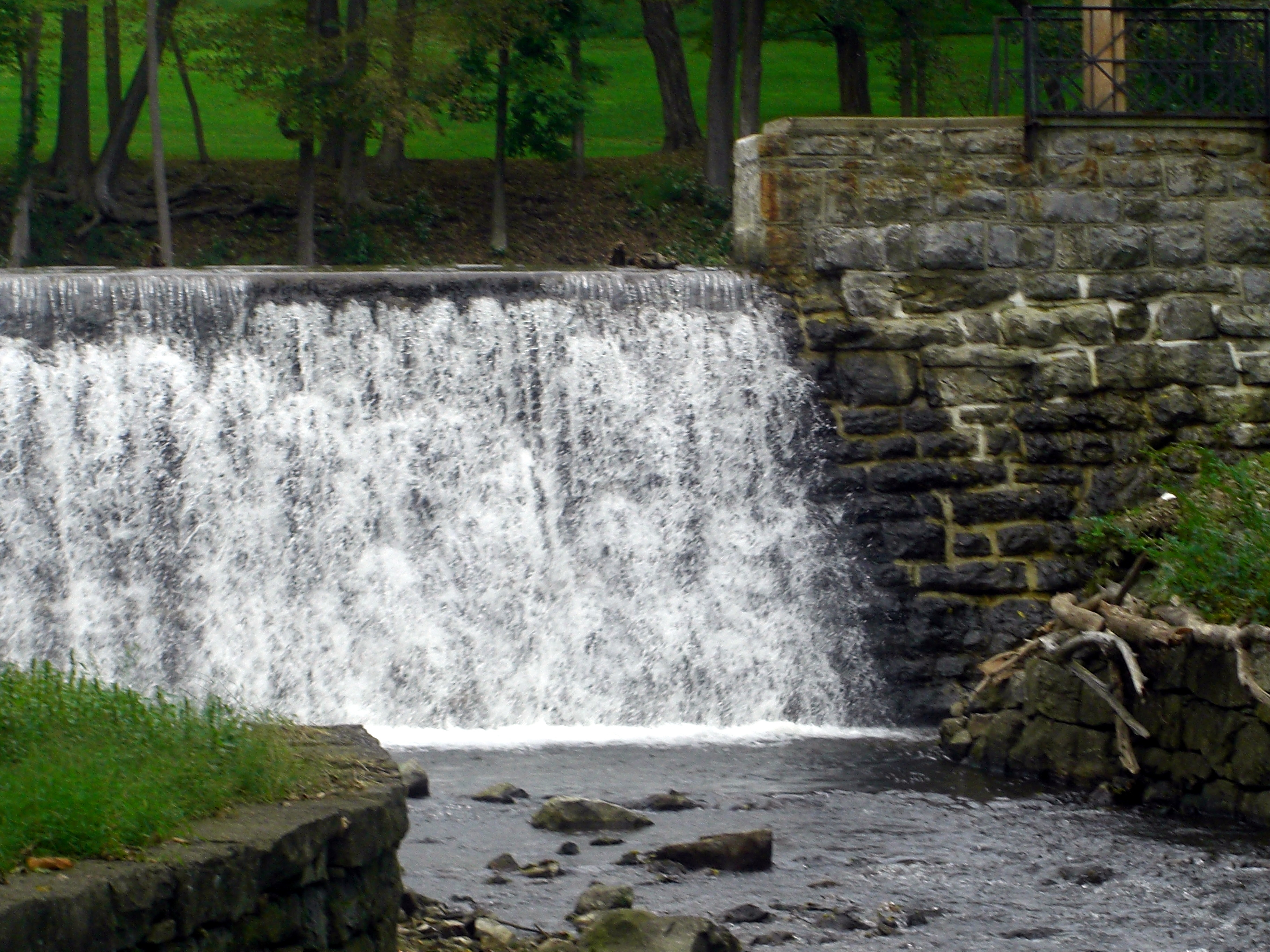
ブレアーズタウン

郡内を3つの川が流れている。全て浅く狭い。釣りには適した清水の川である。ポーリンズ・キルが西部を流れている。ニュートンからブレアーズタウン・タウンシップに流れ、ノールトン・タウンシップを抜けてデラウェア川に注いでいる。ペケスト川は郡中央部をアンドーバー・タウンシップからアラマチー、インディペンデンス各タウンシップを抜け、西に転じてホワイト・タウンシップを通り、ベルビディアでデラウェア川に注いでいる。3つ目の川はマスコニトコング川である。マスコニトコング湖に発し、モリス郡とハンタードンとの郡境を流れる。ぐん南部を流れ、ウォーレングレンでデラウェア川に注いでいる。
ウォーレン郡はグレートアパラチアン・バレー中の2つのバレーに位置している。1つは郡北部のキッタティニー・バレーであり、もう1つは郡南部のリーハイ・バレーである。
リーハイ・バレーは、ベルビディアのやや北、ウィスコンシン氷河の名残モレーンから始まっている。デラウェア川から南のマスコニトコング川がデラウェア川に注ぐ所まで、ジェニージャンプ山の北東、州道80号線に沿ってアラマチー山地まで、さらにハケッツタウン近くのモレーンまで広がっている。
キッタティニー・バレーは名残モレーンの北にある。ベルビディアの北を通り、グレートメドウズの南、ハケッツタウンの東と北に広がっている。ブレアーズタウン、ジョンソンバーグ、ホープ、アラマチーなどの町がこのバレーにある。
郡内最高地点はキッタティニー山地のアッパーヤーズ・クリーク貯水池のすぐ南とブレアーズタウンの西の2か所であり、海抜1,600フィート (490 m) である。最低地点は郡の南端、デラウェア川とマスコニトコング川の合流点であり、海抜160フィート (49 m) である。
アラマチー山の最高地点は北東尾根の海抜1,240フィート (380 m)である。ジェニージャンプ山の最高地点はシャイロー地域の東、州間高速道路80号線の南で海抜1,134フィート (346 m) である。サンフィッシュ池の標高は1,379フィート (420 m)、ヤーズ・クリーク貯水池の標高は1,555フィート (474 m) である。

### 交通
郡内にニュージャージー・トランジットの駅が1つある。モントクレア・ブーントン線のハケッツタウン駅である。
郡内を通るニュージャージー州道としては、ホワイト・タウンシップのバッツビルからトレントンまで南北に走る31号線、ロパットコング・タウンシップからハケッツタウンに行く57号線がある。北部の94号線はブレアーズタウンを通り、サセックス郡のニュートンを経由してニューヨーク市に至る。州道173号線はブルームズベリー近くを通って南のハンタードン郡に入り、クリントンとアナンデールで終わる。182号線はハケッツタウンの商業地区を通っている。アメリカ国道22号線はフィリップスバーグを通り、同46号線は北部のコロンビアからハケッツタウンを結んでいる。州間高速道路78号線と州間高速道路80号線も郡内を通っている。
ペンシルベニア州アレンタウン近くにあるリーハイ・バレー国際空港、あるいはニューアーク・リバティ国際空港から商業航空便を利用できる。

### 気候と気象
近年、郡庁所在地であるベルビディア市の平均気温は1月の19°F (-7 ℃) から7月の85°F (29 ℃) まで変化している。過去最低気温は1994年1月に記録された-17°F (-27 ℃) であり、過去最高気温は1999年7月に記録された101°F (38 ℃) である。月間降水量は2月の2.77インチ (70 mm) から7月の4.65インチ (118 mm) まで変化している。

### 隣接する郡
- サセックス郡 - 北東
- モリス郡 - 東
- バックス郡 (ペンシルベニア州) - 南
- ハンタードン郡 - 南
- ノーサンプトン郡 (ペンシルベニア州) - 西
- モンロー郡 (ペンシルベニア州) - 北西

### 国立保護地域
- デラウェア・ウォーターギャップ国立レクリエーション地域（部分）
- デラウェア川中域国立景観河川（部分）

## 人口動態
以下は2000年国勢調査による人口統計データである。
| 基礎データ - 人口: 102,437人 - 世帯数: 38,660 世帯 - 家族数: 27,487 家族 - 人口密度: 111人/km2（286人/mi2） - 住居数: 41,157軒 - 住居密度: 44軒/km2（115軒/mi2） 人種別人口構成 - 白人: 94.54% - アフリカン・アメリカン: 4.87% - ネイティブ・アメリカン: 0.11% - アジア人: 1.21% - 太平洋諸島系: 0.02% - その他の人種: 1.01% - 混血: 1.24% - ヒスパニック・ラテン系: 3.66% 先祖による構成 - イタリア系：18.4% - ドイツ系：18.2% - アイルランド系：14.6% - ポーランド系：7.2% - イギリス系：6.8% - アメリカ人：5.2% 年齢別人口構成 - 18歳未満: 26.1% - 18-24歳: 6.3% - 25-44歳: 31.3% - 45-64歳: 23.5% - 65歳以上: 12.9% - 年齢の中央値: 38歳 - 性比（女性100人あたり男性の人口） - 総人口: 94.9 - 18歳以上: 91.1 | 世帯と家族（対世帯数） - 18歳未満の子供がいる: 34.7% - 結婚・同居している夫婦: 58.2% - 未婚・離婚・死別女性が世帯主: 9.2% - 非家族世帯: 28.9% - 単身世帯: 24.0% - 65歳以上の老人1人暮らし: 10.0% - 平均構成人数 - 世帯: 2.61人 - 家族: 3.12人 収入と家計 - 収入の中央値 - 世帯: 56,100米ドル - 家族: 66,223米ドル - 性別 - 男性: 47,331米ドル - 女性: 31,790米ドル - 人口1人あたり収入: 25,728米ドル - 貧困線以下 - 対人口: 5.4% - 対家族数: 3.6% - 18歳未満: 5.9% - 65歳以上: 6.7% |

## 郡政府と政治
ウォーレン郡は3人の委員で構成される郡政委員会が統治している（ニュージャージー州では "Board of Chosen Freeholders" と呼ばれる）。郡全体を選挙区に党派選挙で選出される。任期は3年間である。毎年1人が改選される。
郡政委員会は立法と行政という2つの役割を担っている。予算を策定して採択し、割り当てた支出を管理している。
その他に選挙で選ばれる役人としては、郡事務官、郡保安官、検認判事がおり、検察官は知事が指名する。
アメリカ合衆国下院議員の選挙ではニュージャージー州第5および第7選挙区に入っている。2013年時点では共和党議員2人を選出している。
郡の上級裁判所が郡庁所在地のベルビディアにある。警察はウォーレン郡保安官事務所とウォーレン郡検察官事務所が担当する。

### 政治
ウォーレン郡は地方、州、国の選挙で一貫して保守的な郡である。有権者登録数は共和党3に対して民主党1の比率である。無党派層も多い。
2004年アメリカ合衆国大統領選挙では、共和党のジョージ・W・ブッシュが民主党のジョン・ケリーに対して24%差で郡を制した。これは州内のブッシュ支持率としては2番目に高かった。州全体ではケリーが6.7%差で勝った。しかい2008年では、共和党のジョン・マケインが民主党のバラク・オバマ対して14%差で郡を制したが、州全体では15.5%差でオバマが勝利した。
2005年ニュージャージー州知事選挙では、共和党のダグ・フォレスターが21%差で郡を制したが、州全体では民主党のジョン・コーザインが勝利した。2009年ニュージャージー州知事選挙では、共和党のクリス・クリスティが61%の支持を集め、26%だったジョン・コーザインを破った。

## 都市と町

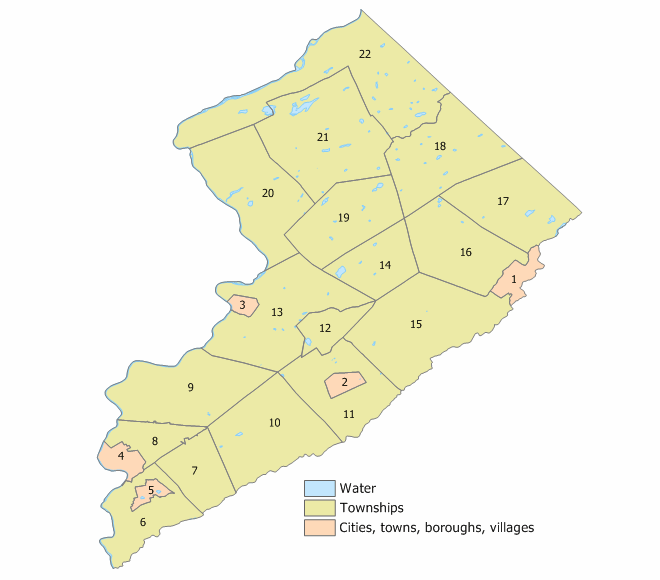
ウォーレン郡の自治体

ウォーレン郡には下記の自治体がある。国勢調査指定地域（CDP)と未編入の町はその所属するタウンシップの下に挙げる。名称の後の数字は右図の番号である。CDPと標記されない町は未編入の町である。
- アラマチー・タウンシップ、17
  - アラマチー・パンサーバレーCDO
- アルファ・ボロ、5
- ベルビディア町、3 - 郡庁所在地
- ブレアーズタウン・タウンシップ、21
- フランクリン・タウンシップ、10
- フレリングハイゼン・タウンシップ、18
- グリニッジ・タウンシップ、7
- ハケッツタウン町、1
- ハードウィック・タウンシップ、22
- ハーモニー・タウンシップ、9
- ホープ・タウンシップ、19
- インディペンデンス・タウンシップ、16
  - グレートメドウズ・ビエナCDP
- ノールトン・タウンシップ、20
- リバティ・タウンシップ、14
- ロパットコング・タウンシップ、8
- マンスフィールド・タウンシップ、15
  - ビーティズタウンCDP
  - ポートマレーCDP
- オックスフォード・タウンシップ、12
  - オックスフォードCDP
- フィリップスバーグ町、4
- ポハットコング・タウンシップ、6
- ワシントン・ボロ、2
- ワシントン・タウンシップ、11
  - ブラスキャッスルCDP
- ホワイト・タウンシップ、13

## 教育

### 高等教育機関
- センテナリー・カレッジ（英語版）、私立、ユナイテッド・メソジスト教会系列、ハケッツタウン
- ウォーレン郡コミュニティカレッジ、准学士号と学士号（4年制大学と協業）を提供する、聴講生を含む学生数約1,700人、

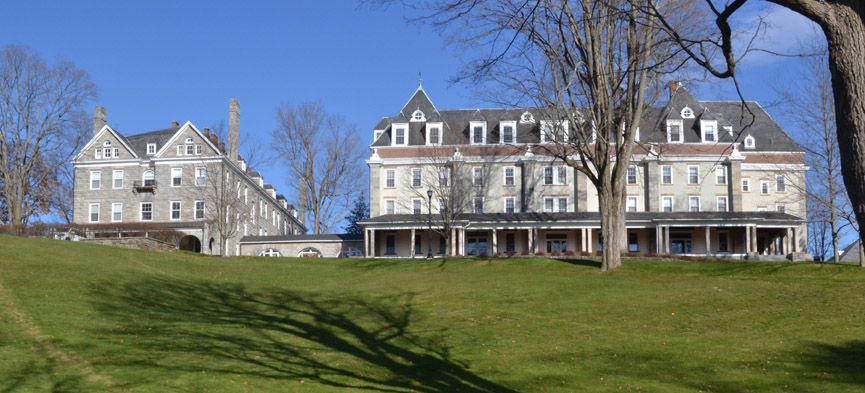
ブレアー・アカデミー

### 私立高校
- ブレアー・アカデミー、カレッジ準備学校、ブレアーズタウン

### 公立高校
- ベルビディア高校、ベルビディア教育学区、ハーモニーとホワイト各タウンシップからも受け入れ
- ハケッツタウン高校、ハケッツタウン教育学区、インディペンデンスとアラマチー各タウンシップからも受け入れ
- 北ウォーレン地域高校、ブレアーズタウン周辺の北部を担当
- フィリップスバーグ高校、フィリップスバーグ教育学区、アルファボロ学区とロパットコング、ポハットコング、グリニッジ各タウンシップからも受け入れ
- ウォーレンヒルズ地域高校、ウォーレンヒルズ教育学区、ワシントン・ボロ、ワシントン、マンスフィールド、フランクリン、オックスフォード各タウンシップからも受け入れ

## ワイン醸造所
郡の大半はウォーレンヒルズ・ブドウ栽培地域に入っており、5つのワイン醸造所がある。
- アルバ・ビニヤード
- ブルックホロー・ワイナリー
- フォーシスターズ・ワイナリー
- バチアノ農園
- ビラミラグロビニヤーズ